# 시노다촌 (오사카부)
시노다촌(일본어: 信太村)은 일본 오사카부 이즈미군·센보쿠군에 설치되었던 촌이다. 현재의 이즈미시 북부에 해당한다.